# Финляндско-эстонские отношения
Финляндско-эстонские отношения — двусторонние отношения между Финляндией и Эстонией. Дипломатические отношения между странами были установлены 29 августа 1991 года, после обретения независимости Эстонией. У Эстонии есть посольство в Хельсинки, а Финляндия имеет посольство в Таллине.

## Сравнительная характеристика
|                     | Финляндия                                          | Эстония                                              |
| ------------------- | -------------------------------------------------- | ---------------------------------------------------- |
| Население           | 5 568 637                                          | 1 365 884                                            |
| Территория          | 338 145 км²                                        | 43 467,18 км²                                        |
| Плотность населения | 16 чел./км²                                        | 28 чел./км²                                          |
| Столица             | Хельсинки                                          | Таллин                                               |
| Крупнейший город    | Хельсинки                                          | Таллин                                               |
| Правительство       | парламентско-президентская республика              | парламентская республика                             |
| Язык                | финский                                            | эстонский                                            |
| Основная религия    | христианство                                       | христианство                                         |
| ВВП                 | 237 млрд долларов США (43,090 $ на душу населения) | 23,14 млрд долларов США (17,575 $ на душу населения) |
| ИЧР                 | 0,940                                              | 0,890                                                |

## История
В начале 1930-х годов руководство Финляндии и Эстонии санкционировало совместную разработку оперативных планов военными ведомствами этих стран с целью более тесного взаимодействия. В оперативном плане финского генштаба 1930 года, в частности, указывалось: «…Как военно-политическая, так и стратегическая обстановка требует совместных действий с соседними странами. Любое ухудшение ситуации повлекло бы ухудшение стратегического положения Финляндии… Мы должны попытаться вести военные операции таким образом, чтобы смягчить обстановку к югу от Финского залива. Задачей Финляндии является оказание помощи Эстонии и Латвии посредством сковывания возможно больших сил русских…».
После проведения в Москве встречи между президентом России Борисом Ельциным и президентом Эстонии Леннартом Мери и подписанием договорённостей о выводе российских войск с территории прибалтийских стран, финское правительство осенью 1993 года приняло решение о выделении Эстонии льготного кредита на сумму в 50 млн финских марок на строительство на территории России жилья для выводимых из Прибалтики российских войск. 
С 1991 года около 76 % населения Финляндии посетили Эстонию, а в 2004 году 1,8 миллиона финнов побывали в этой стране. Исследование, проведённое в 2014 году показало, что 34 % алкоголя Эстонии приобретено финнами. Финские и шведские инвесторы являются крупнейшими иностранными инвесторами в эстонскую экономику. Финляндия и Эстония являются членами Европейского союза, Шенгенского соглашения и Еврозоны. Финляндия является главным импортёром эстонской продукции, что составляет более 15 % общего объёма импорта этой страны в 2012 году.
В марте 2012 года новый командующий Силами обороны Эстонии бригадный генерал Рихо Террас призывал Финляндию стать членом НАТО, а президент Эстонии Тоомас Хендрик Ильвес 10 января 2013 года пригласил Финляндию присоединиться к деятельности создаваемого в Таллинне Центра по киберобороне, открытого для партнёров по НАТО.
Послом Финляндии в Эстонии является Тимо Кантола (с 2018). Посол Эстонии в Финляндии — Харри Тийдо (с 2018).